# Étreillers
Étreillers é uma comuna francesa na região administrativa de Altos da França, no departamento de Aisne. Estende-se por uma área de 8,69 km². Em 2010 a comuna tinha 1 224 habitantes (densidade: 140,9 hab./km²).